# Castellseguer
Castellsaguer, o el Seguer, és un gran mas del municipi de Tagamanent (Vallès Oriental) inclòs en l'Inventari del Patrimoni Arquitectònic de Catalunya.

## Descripció
És una masia amb semisoterrani, planta baixa i pis. La teulada és a un sol vessant a la part de davant. Destaquen els grans finestrals de mig punt adovellats, que recolzen sobre mènsules i que poden correspondre a un edifici primigeni i, per tant, anterior a aquest. La resta de finestres, grans i rectangulars, són adovellades amb llindes de pedra. Algunes són d'arc conopial en relleu esculpit.

## Història
Popularment es coneix com el Seguer. Està situada sota la faldilla nord del turó del Seguer. És una masia datada al segle xii, amb aportacions de diferents èpoques; tot i que els seus orígens es perden en el temps (època romana, àrab, carolíngia i gòtica). L'actual propietari l'ha reconstruït i consolidat, és un habitatge particular.